# Gare de Port-Royal
Pour les articles homonymes, voir Port-Royal.
La gare de Port-Royal est une gare ferroviaire française de la ligne de Sceaux, située dans le 5e arrondissement de Paris, en limite des 6e et 14e arrondissements à proximité de l'ancienne abbaye de Port-Royal de Paris.
C'est une gare de la Régie autonome des transports parisiens (RATP) desservie par les trains de la ligne B du RER.

## Histoire

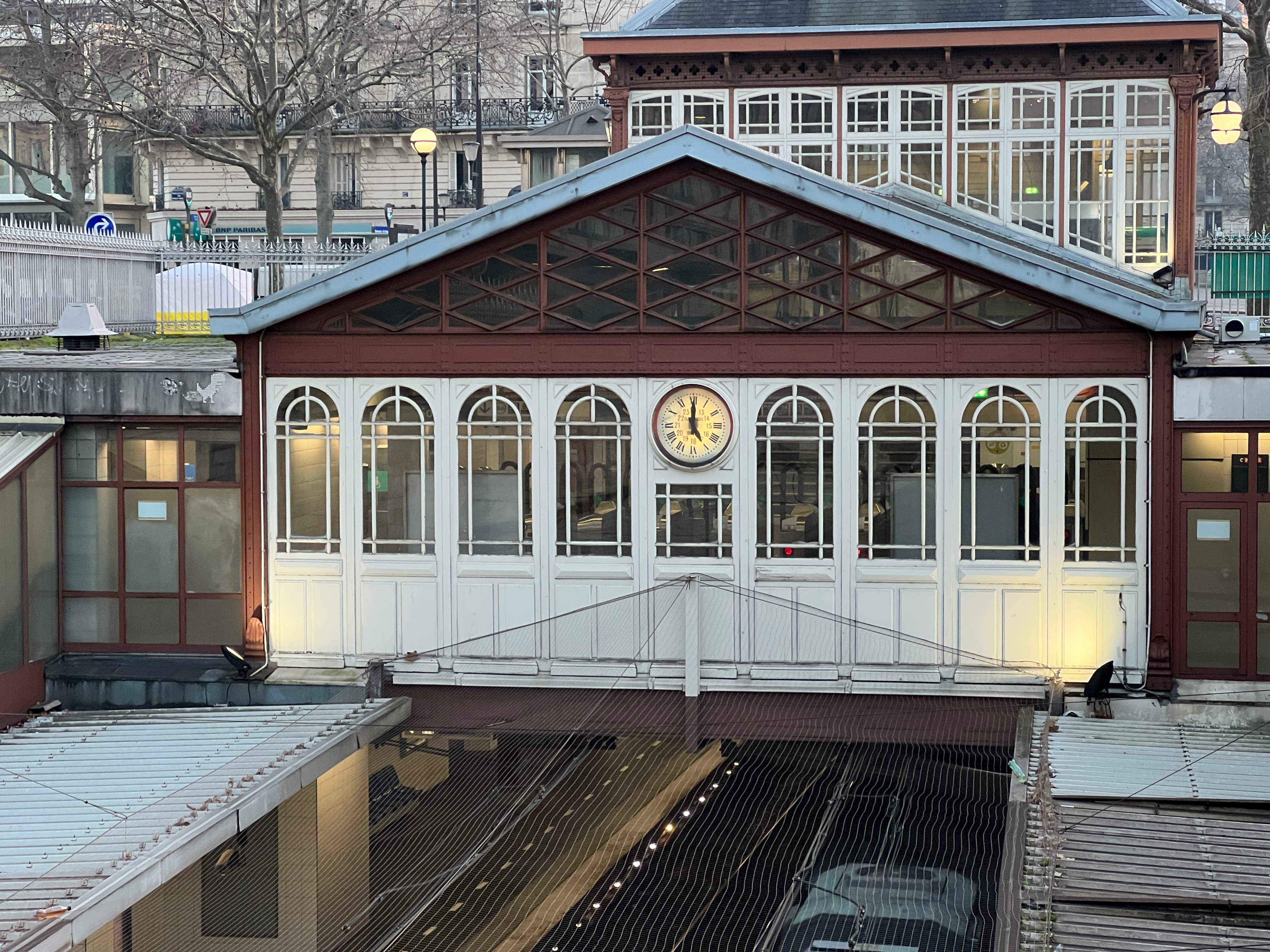
Vu côté quai de la gare, opposé à l'entrée.

La gare est construite en 1895 par la Compagnie du Paris-Orléans lors du prolongement de la ligne de Sceaux de la gare de Denfert-Rochereau à celle de Luxembourg. Cette  gare diffère des autres gares de la ligne par son style architectural : elle est la première à être disposée à cheval sur les voies, grâce à l'installation d'une passerelle métallique. Cette disposition particulière s'explique par le manque de place disponible. Le bâtiment a conservé son aspect originel avec ses quais protégés par des marquises vitrées. Les extrémités des quais ont été transformées pour pouvoir recevoir des trains plus longs.
En 1944, une réserve clandestine de 550 rails entreposée à la gare de Port-Royal, à l'extrémité des quais côté Luxembourg, a permis de rétablir les voies après les bombardements de Massy - Palaiseau.
Le 3 décembre 1996, la gare est touchée par un attentat à la bombe, qui fait 4 morts et 170 blessés (voir l'article dédié).
En 2015, la fréquentation annuelle estimée par la RATP est de 3 361 591 voyageurs.
En avril 2023, lors de fouilles préalables à l'aménagement d'une nouvelle sortie de la gare, l'INRAP met au jour une nécropole antique du IIe siècle. Le site était déjà connu des archéologues mais n'avait pas pu être observé depuis les travaux haussmanniens.

## Service des voyageurs

### Desserte

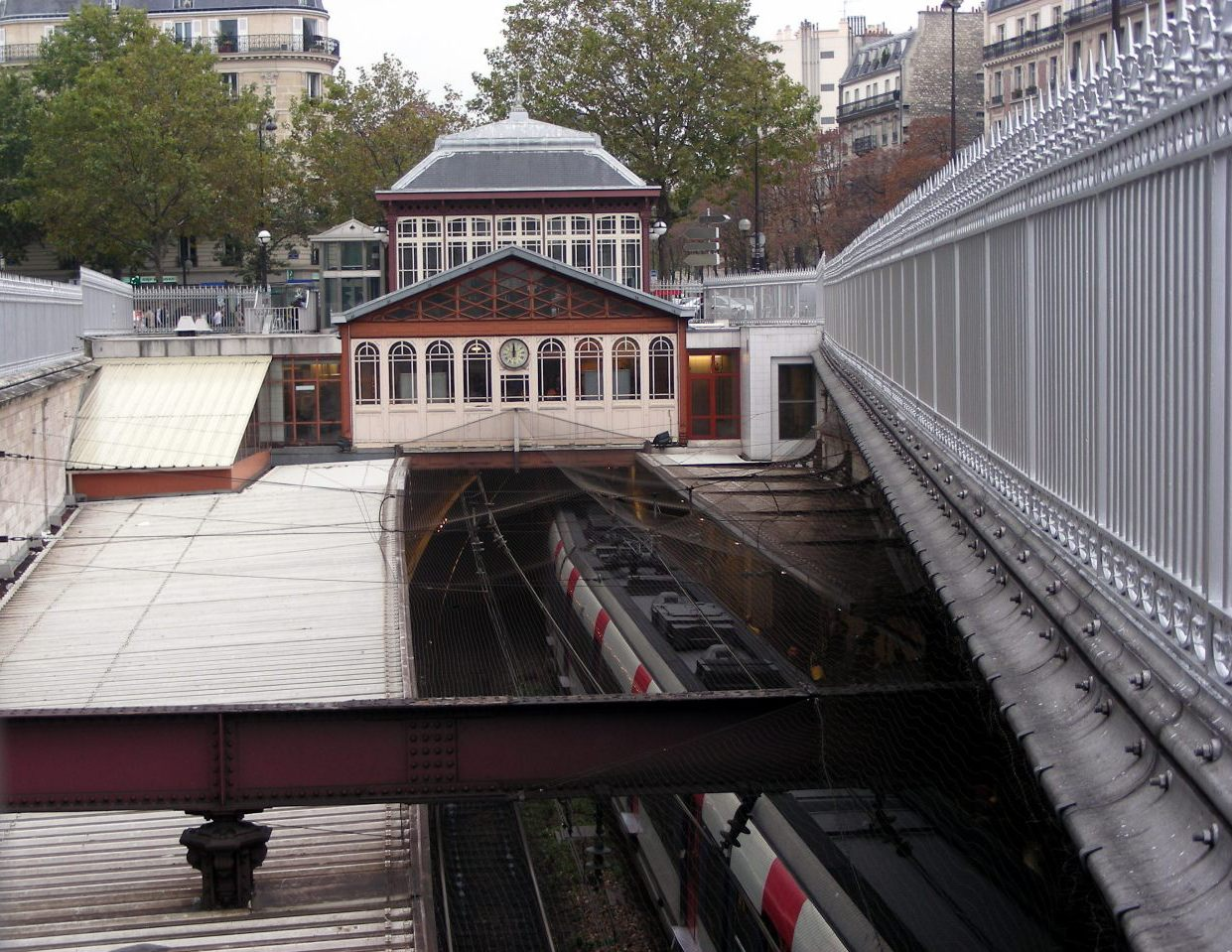
Vue des voies depuis une courte section à l'air libre.

La gare est desservie par les trains de la ligne B du réseau express régional d'Île-de-France. La sortie se trouve sur le boulevard de Port-Royal.

### Intermodalité
La gare est desservie par les lignes 38, 82 (seulement les dimanches et jours de fête), 83 et 91 du réseau de bus RATP et, la nuit, par les lignes N01, N02, N14, N21, N122 et N123 du réseau de bus Noctilien.

## À proximité
- Hôpital Cochin
- Maternité de Port-Royal